# M-84A4 Snajper
M-84A4 или M-84A4 Snajper — название хорватского танка производства фирмы «Джуро Джакович» из Славонски-Брода.
Танк M-84A4 представляет собой улучшенный вариант танков M-84A и M-84AB, его ценными приобретениями являются новая система управления огнём, установка лучшего стабилизационного механизма прицельного устройства и основной пушки, лазерный дальномер. Броня, двигатель, коробка передач, размещение боезарядов в M-84A4 остались такими же, как у M-84A/M-84AB. На основе бронированного шасси M-84A4 хорватские специалисты изготовили нетрадиционный опытный образец танка M95 Cobra, оснащенный грузоподъёмным краном, на котором были установлены прицельные приспособления вместе с противотанковыми ракетами.

## Огневая мощь
Основу огневой мощи M-84A4 составляет пушка 2А46 калибра 125 мм с автоматическим зарядным устройством. Система управления стрельбой Омега-84 (на основе системы управления стрельбой словенской фирмы Фотона) позволяет попадать в цель в движении. Основными составляющими Омега-84 является стабилизированное прицельное устройство СКС-84, датчики ветра, направления, наклона, цифровой баллистический вычислитель и лазерный дальномер. Лазерный дальномер имеет диапазон измерения до 10 км и точности ±7,5 м.

## Бронированная защита
Бронированная защита M-84A4 остаётся на уровне исходной модели Т-72, что является недостаточным для современного танка. Бронирование башни не в состоянии защитить экипаж от современных подкалиберных снарядов и кумулятивных боеголовок.

## Мобильность
На M-84A4 может быть установлено два двигателя различной мощности. Слабый мотор V-46-6 имеет 780 л.с., а мощный V-46TK — 1000 л.с., что позволяет развивать скорость 65 км / час. V-46TK представляет собой 12-цилиндровый, четырёхтактный, многотопливный, с водяным охлаждением двигатель. Основным топливом является дизельное, но можно заправлять и бензином с октановым числом до 72 и топливом для реактивных двигателей.